# Эми Сяо
Эми Сяо (наст. имя Сяо Аймэи, в СССР известен как Сяо Сань кит. 萧三, Сяо Цзычжан / Siao Tzu-chang; 10 октября 1896, Хунань, Империя Цин — 4 февраля 1983, КНР) — китайский революционер, поэт, писатель-публицист, литературный критик, главный редактор ряда журналов; автор текста китайского «Интернационала» (1923) и других поэтических переводов, в том числе на русский язык. Был широко известен в СССР. Член КПК с 1921.

## Биография
В Туншаньской школе (Хунань) он познакомился с Мао Цзэдуном. Здесь они вместе с Цай Хэсэном и старшим братом Эми, Сяо Юем (Сяо Цзышэном), основали «Академическое общество нового человека», Институт Синьжэнь. Упоминается в «Автобиографии» Мао Цзэдуна.
Взял себе западное имя в честь Эмиля Золя.
Участник Движения 4 мая.
В 1920—1922 жил во Франции, побывал также в Бельгии и Германии. В 1922 вступил в КП Франции. В том же году направился в Москву, где поступил в Коммунистический университет трудящихся Востока им. И. В. Сталина.
Вернувшись в Китай, продолжал публиковаться. В 1925—1927 — секретарь Северного комитета КСМК, член Шанхайского комитета КПК. Член ЦК КСМК. После прихода Мао Цзэдуна к власти занимал ряд видных постов в области культуры и музейного дела, занимался международным культурным обменом. С 1949 член национального комитета «Всекитайской ассоциации работников литературы и искусства». Участвовал в движении сторонников мира.
В ходе Культурной Революции арестован из-за дружбы с СССР как «шпион советского ревизионизма» и в 1967 приговорен к одиночному заключению, освобожден в 1974, реабилитирован в 1979.

## Произведения
- «Хунаньская флейта» (1940)
- «Песня дружбы» (1958)
- «Героический Китай» (книга очерков) (1939)
- «Китай непобедим» (1940)

Издания в СССР:
- Эми Сяо. Стихи. Библиотека Огонек. Перевод Александра Ромма М. 1932 г. 40 с. [в перев. А. Ромма]
- Стихи. ГИХЛ [М.], 1932 [в перев. А. Ромма]
- Агнеса Смэдли, Эми Сяо. Рассказы о Китае. Харьков. украинский работник. 1934 г. 288с.
- За Советский Китай (сб. стихов). Дальгиз [Хабаровск], 1934 [в перев. А. Ромма]
- Стихи Сяо Саня, сб. на кит. яз. Дальгиз [Хабаровск], 1934
- Кровавое письмо (сб. стих.). Гослитиздат, М., 1935) [в перев. А. Ромма]
- Хунанская флейта. Пер. Александр Ромм. М. ГИХЛ 1940 г. 102 с.
- Китайские рассказы. Пер. с китайского. Москва. Изд. Художественная литература. 1940 г. 188с
- Избранное. Перевод с китайского. Редактор И. Френкель М. Иностранная литература 1954 г. 216с.

## Семья
- Сяо Юй (Dr. Siao-Yu), старший брат Сяо Саня, исходно склонялся к анархизму, не принял идеологию Мао Цзэдуна. Занимал посты в правительстве Китайской Республики, вместе с Гоминьданом бежал на Тайвань, затем эмигрировал и жил во Франции, Швейцарии и Уругвае, публиковался на французском и английском языках, вел активную общественную и преподавательскую деятельность.
- Эва Сяо (1911—2001), супруга Эми Сяо с 1934, урождённая Зандберг, была дочерью врача-еврея из Вроцлава и познакомилась с Эми в СССР. Впоследствии она стала одним из наиболее известных фотожурналистов эпохи Мао Цзэдуна. В этом качестве она работала в Государственном Агентстве Печати КНР, ТАСС, на Телевидении ГДР. Была осуждена на заключение одновременно с мужем.
- Сяо Лян, старший сын Эми и Эвы, стал киноадокументалистом; кроме того несколько раз снимался в китайских фильмах в роли Сталина (более 2 фильмов в этом амплуа) и Микояна.